# Donauwörth
Donauwörth város Németországban, Bajorország tartományban.

## Fekvése
Nürnberg és Augsburg között, a Duna és a Wörnitz folyók találkozásánál fekvő település.

## Népesség
| Lakosok száma | 4855 | 17 116 | 17 487 | 18 040 | 18 550 | 18 972 | 19 858 | 20 080 | 19 640 | 20 108 |
|               | 1925 | 1970   | 1987   | 2011   | 2013   | 2015   | 2017   | 2018   | 2021   | 2023   |

## Története

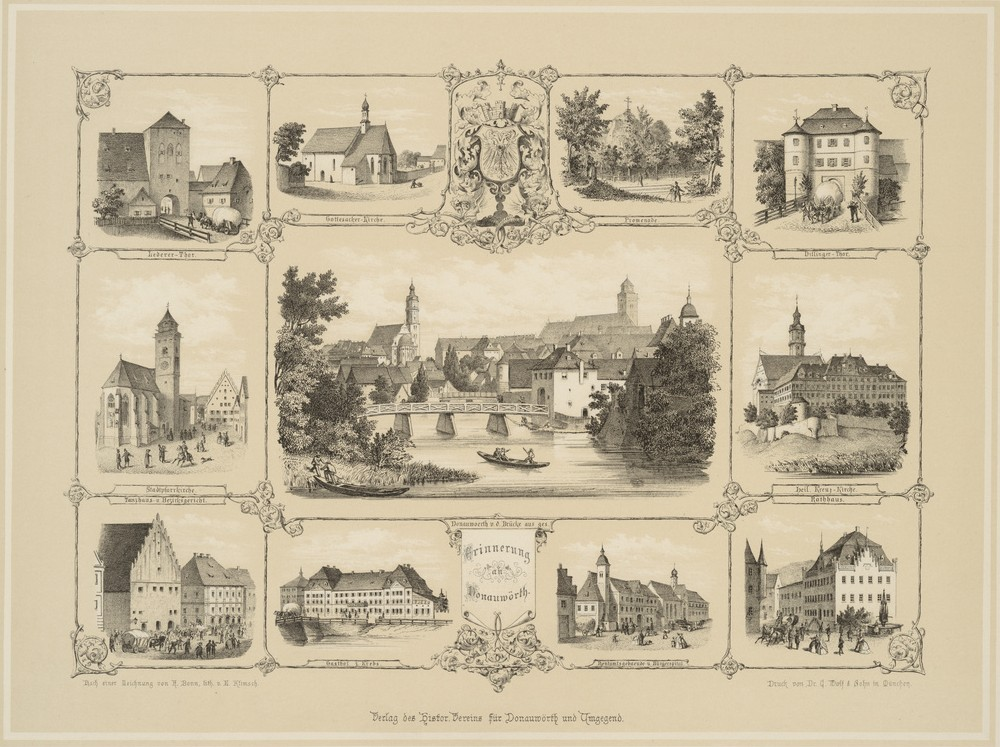

Donauwörth az 5. században keletkezett. Az első ezredforduló környékén már állt az első  Duna-híd és a Mangolstein nevű dombon Mangoldburg vára, amelynek romjai máig láthatók.
1301-ben szabad birodalmi város lett, amelyet 1607-ben csatoltak Bajorországhoz.

## Nevezetességek
- Rieder Tor – 1428-ból származó festői kapu
- Városháza – 1309-ben épült
- Fugger-ház  – 1540 körül épült
- Plébániatemplom – 1418–1505 között égetett téglából épült, gótikus stílusban
- Benedekrendi kolostor és temploma – 1717–1722 között építették

## Közlekedés

### Közúti
A városban három autóbuszjárat üzemel.
| Járat | Útvonal                                                       | Ütem          |
| ----- | ------------------------------------------------------------- | ------------- |
| 1     | Parkstadt - Zentrum - Bahnhof - Donau-Ries-Klinik             | 30 percenként |
| 2     | Bahnhof - Zentrum-Riedlingen - Bahnhof                        | 30 percenként |
| 3     | Schäfstall – Zirgesheim – Donauwörth – Nordheim - Auchsesheim | 60 percenként |

### Vasúti
A város vasútállomását az alábbi vasútvonalak érintik:
- Nürnberg–Augsburg-vasútvonal (KBS 900, 910)
- Regensburg–Neuoffingen-vasútvonal (KBS 993)
- Aalen–Donauwörth-vasútvonal (KBS 995)

Az állomáson egyaránt megállnak a távolsági ICE és a regionális járatok is.

## A város híres szülötteiből
- 1291 Margareta Ebner
- 1499 Sebastian Franck
- 1838 Franz Hartmann
- 1861 Ferdinand Bonn
- 1901 Werner Egk
- 1942 Werner Schnitzer, színész
- 1948 Manfred G. Schmidt
- 1980 Carolin Hingst
- 1980 Sercan Güvenışık

## Képgaléria

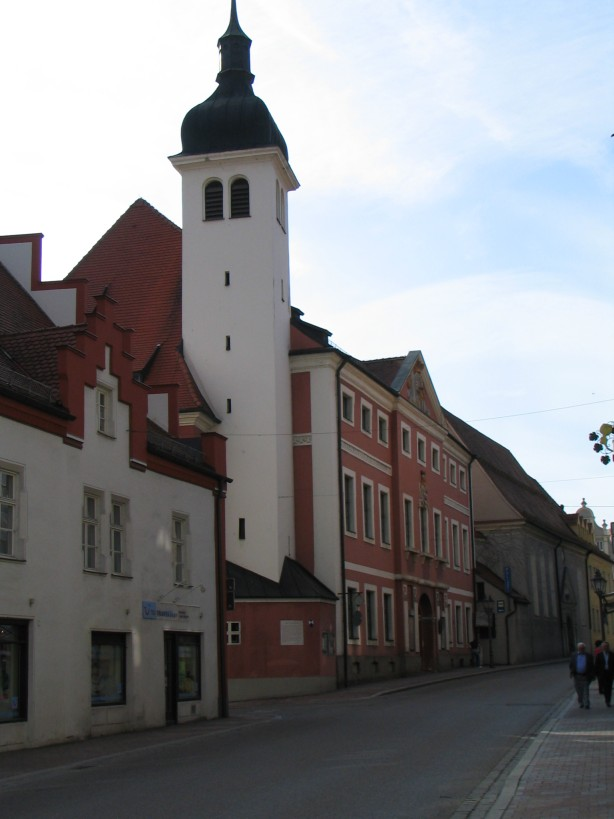
Deutschordenshaus
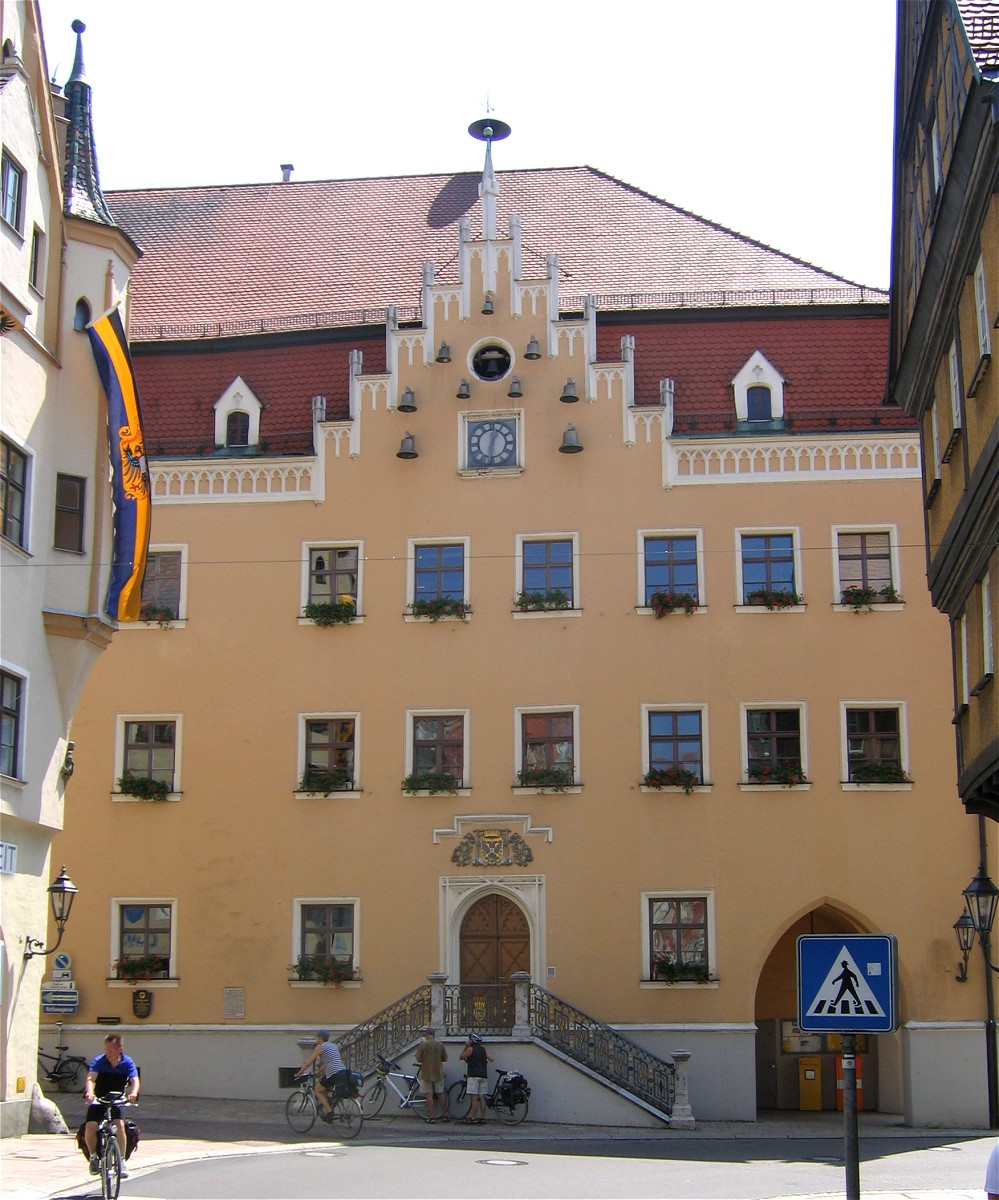
Városháza
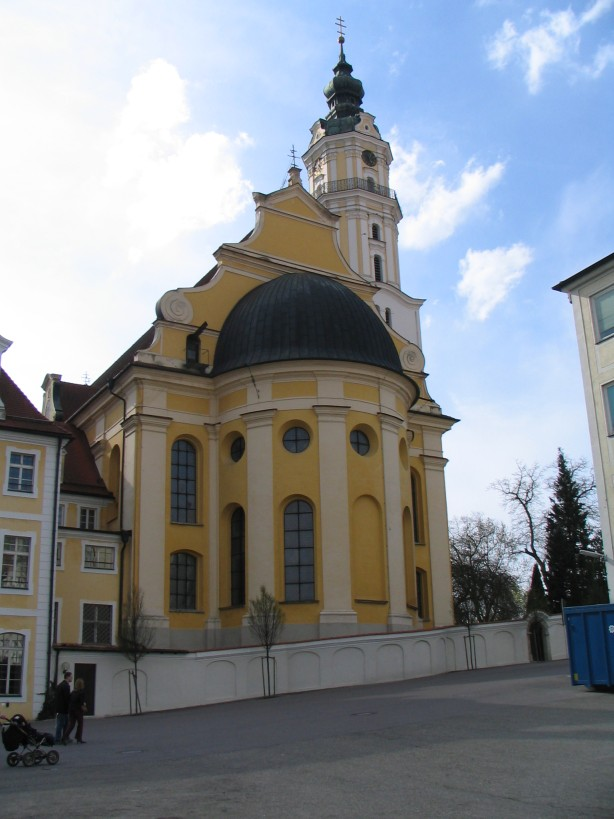
Heilig Kreuz
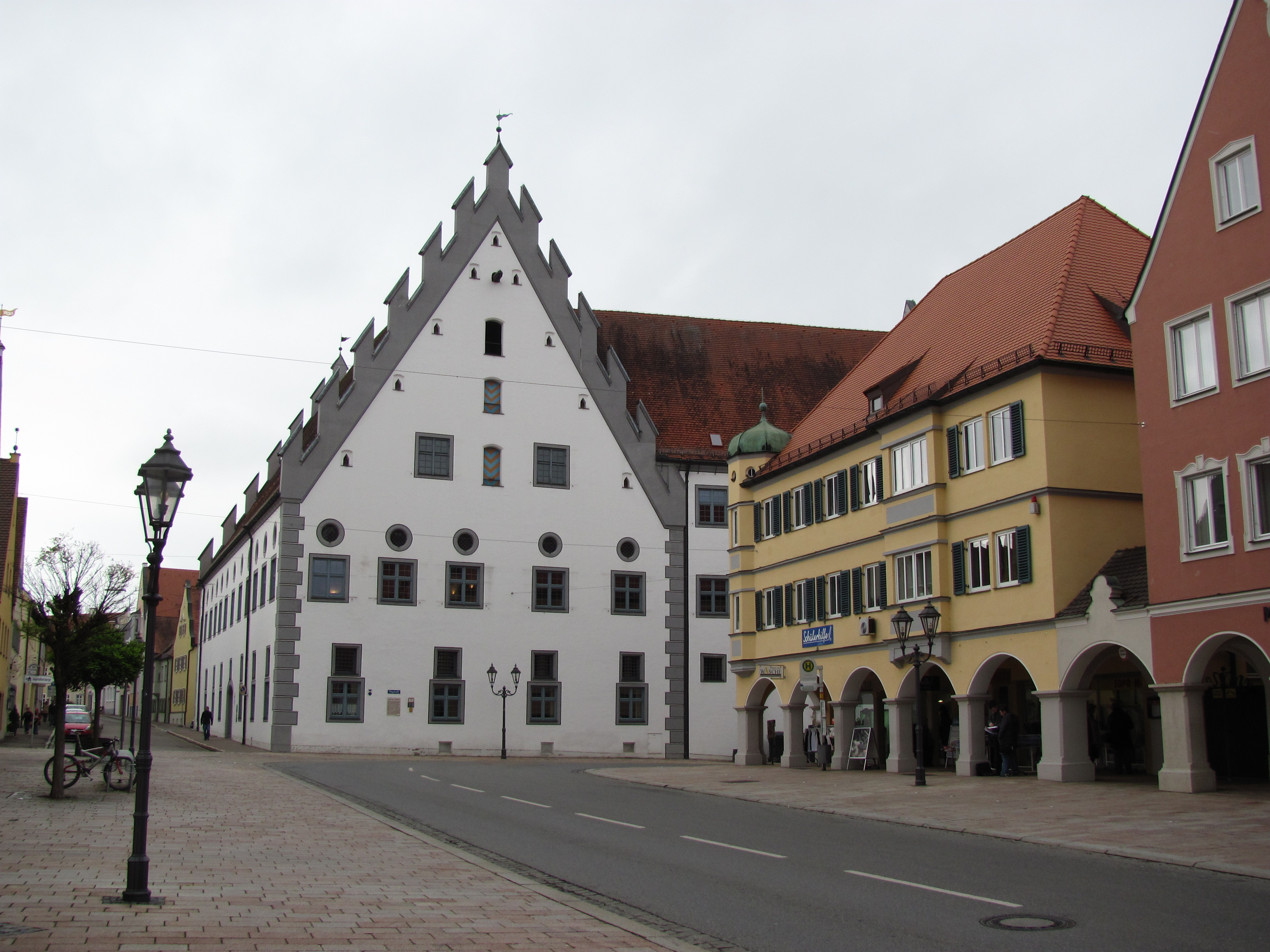
Fuggerhaus
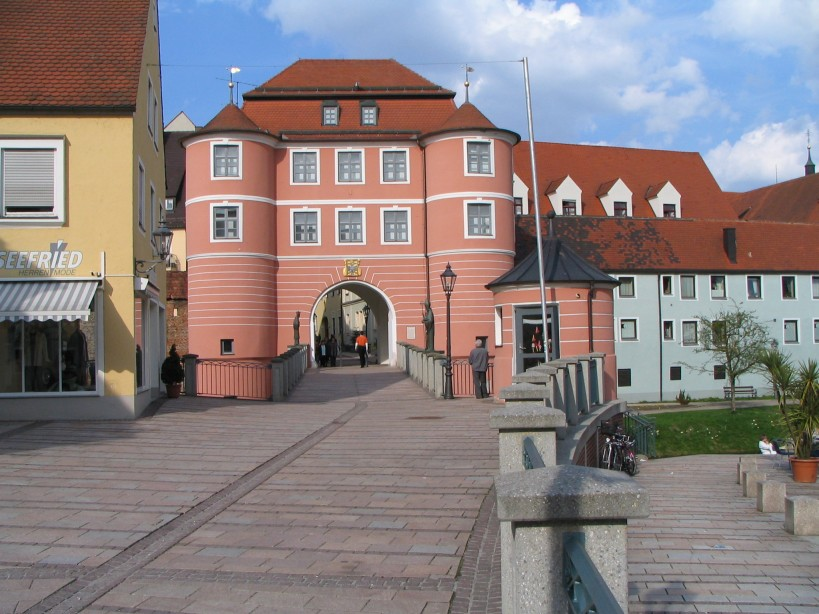
Riedi kapu
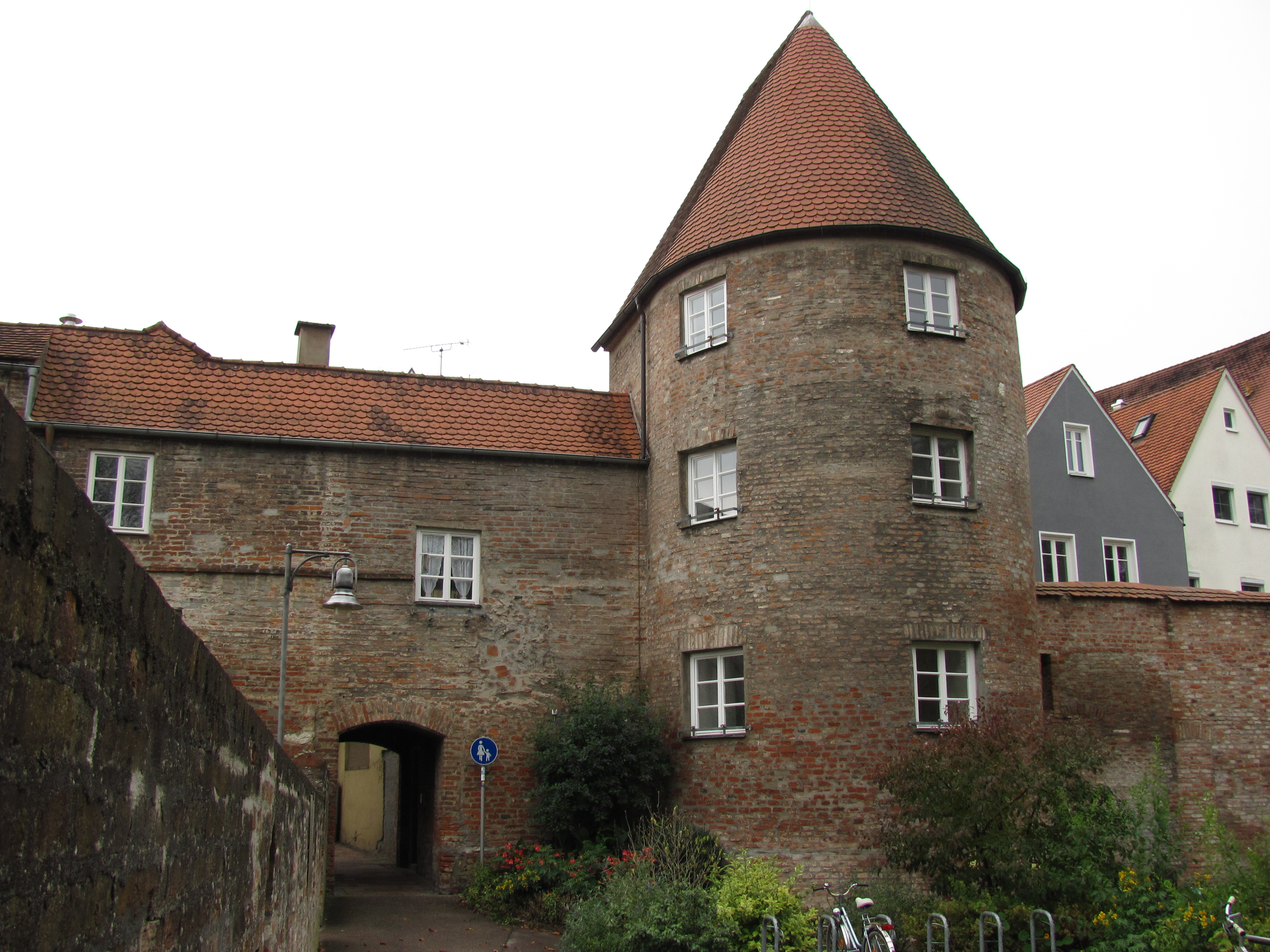

## Testvértelepülések
- Perchtoldsdorf, Ausztria